# Großsteingrab Ranzow
Das Großsteingrab Ranzow ist eine Grabanlage der jungsteinzeitlichen Trichterbecherkultur in der Umgebung von Ranzow, einem Ortsteil der Gemeinde Lohme im Landkreis Vorpommern-Rügen (Mecklenburg-Vorpommern).

## Lage
Das Grab liegt nordöstlich von Ranzow und nördlich des Hotels Schloss Ranzow auf einem baumbestandenen Hügel. Die Zugänglichkeit zum Großsteingrab, als archäologischem Fundplatz und gesetzlich geschütztem Bodendenkmal, ist formal dadurch erschwert, dass es sich seit 2017 im Randbereich eines zirka 38 ha großen 18-Loch-Golfplatzes befindet.
In der Nähe gibt es mehrere weitere Großsteingräber: So liegen 1,3 km südlich die Großsteingräber bei Hagen-Stubnitz und 1,4 km südwestlich das Großsteingrab Nipmerow. Außerdem gibt es nördlich und südlich des Grabes je einen Grabhügel.

## Beschreibung

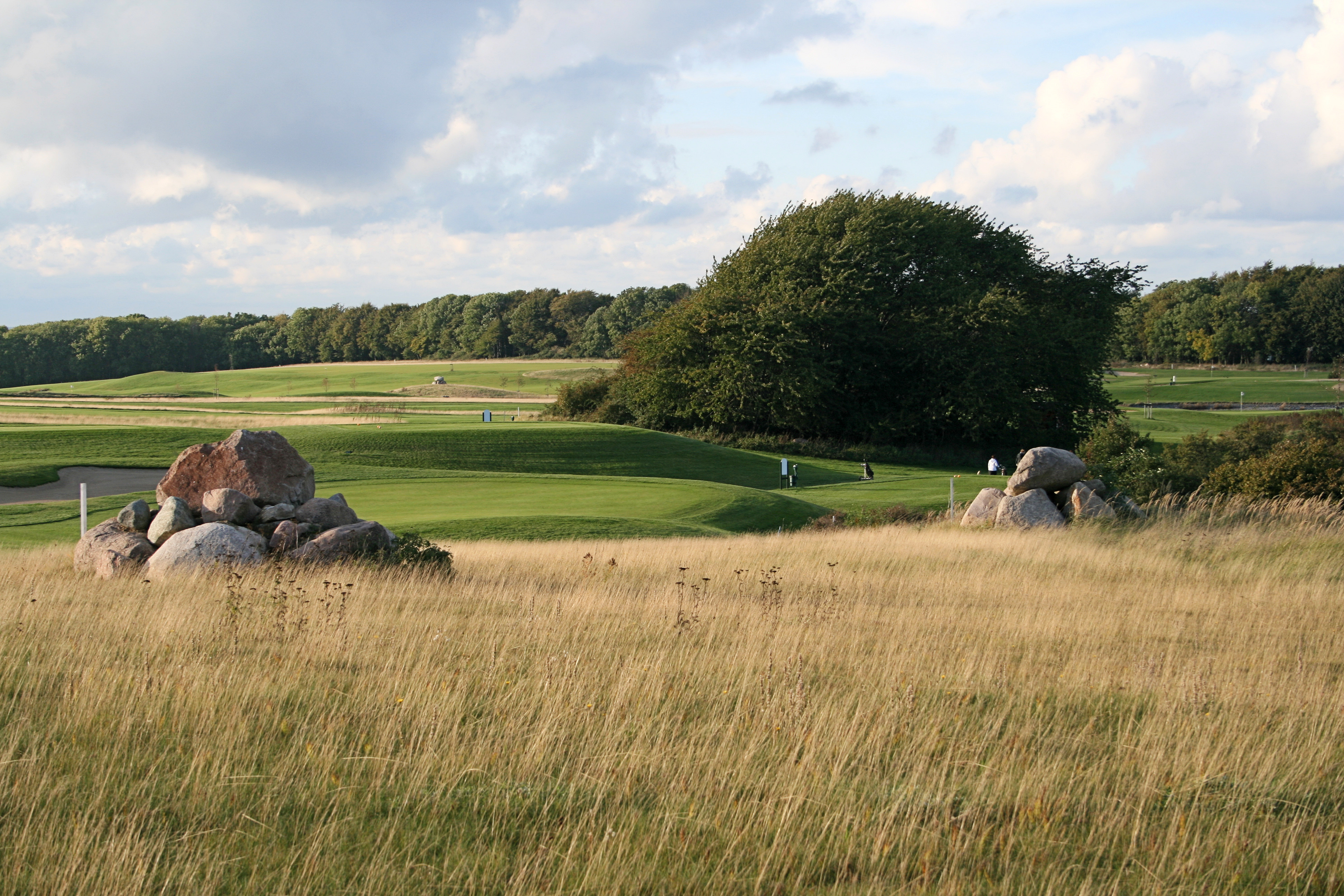
Großdolmen Ranzow – auf dem baumbestandenen Hügel in der Bildmitte

Bei der lange Zeit irrtümlich als Grabhügel geführten Anlage handelt es sich um einen Großdolmen, der in Ost-West-Richtung orientiert ist. Von Ewald Schuldt und Hans-Jürgen Beier wurde es irrtümlich als zerstört geführt. Die für Großdolmen typische Bauweise, hier mit sechs seitlichen Tragsteinen und einem westlich gelegenen Zugang in Form eines Windfangs, ist noch gut zu erkennen. Ein Deckstein ist schräg in die Kammer gesunken, die anderen sind wahrscheinlich im 19. Jahrhundert zur Gewinnung von Baumaterial von Steinschlägern zerstört worden.
Aus diesem Grab stammen wohl ein Feuerstein-Meißel und eine Steinaxt, die 1906 in Ranzow gefunden wurden und zunächst von einem privaten Sammler erworben wurden. Über das Altonaer Museum in Altona gelangten sie 1937 ins damalige Pommersche Landesmuseum in Stettin.